# وجيه

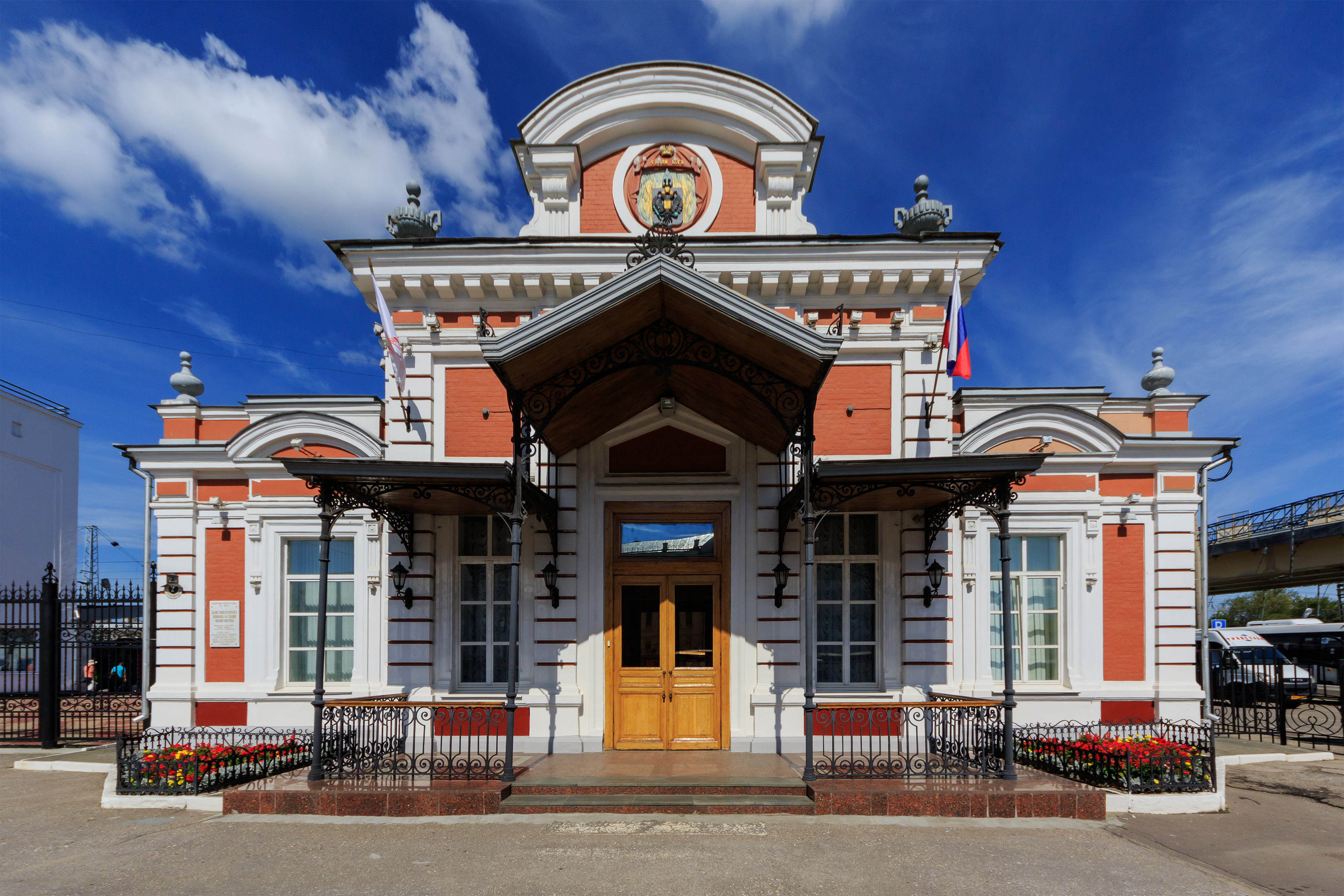

vip هي اختصار لكلمة Very Important person والتي تعني شخص مهم جداً أو الشخص المميز أو الشخص الخاص.
- في الواقع تمثل الجملة vip كبار الشخصيات والمشاهير ورؤساء الدول أو أي شخص ملحوظ أخر ويتلقى معاملة خاصة من الأخرين لأي سبب من الأسباب.
- في الألعاب تمثل الجملة vip العضوية الخاصة أو العضوية المميزة.

تستعمل كلمة فلان وجيه من وجهاء القوم، والوجيه هو الذي لا يرده مسؤول للكرامة في وجهه، وتظهر لنا كلمة وجيه في قول الحق: {وَجِيهًا فِي الدُّنْيَا وَالآخِرَةِ}. ﴿إِذْ قَالَتِ الْمَلَائِكَةُ يَا مَرْيَمُ إِنَّ اللَّهَ يُبَشِّرُكِ بِكَلِمَةٍ مِنْهُ اسْمُهُ الْمَسِيحُ عِيسَى ابْنُ مَرْيَمَ وَجِيهًا فِي الدُّنْيَا وَالْآخِرَةِ وَمِنَ الْمُقَرَّبِينَ ۝٤٥﴾ [آل عمران:45]